# National Invitation Tournament 2002
Il National Invitation Tournament 2002 è stata la 65ª edizione del torneo. La final four è stata giocata al Madison Square Garden di New York. Ha vinto il titolo la University of Memphis, allenata da John Calipari. Miglior giocatore del torneo è stato eletto Dajuan Wagner.
| Campione NIT 2002        |
| ------------------------ |
| Memphis Tigers 1º titolo |

## Squadra vincitrice
|    | Naz.                   | Ruolo | Sportivo         |  | Alt. |  |  |
| -- | ---------------------- | ----- | ---------------- |  | ---- |  |  |
| 1  | Stati Uniti (bandiera) | G     | Antonio Burks    |  | 185  |  |  |
| 2  | Stati Uniti (bandiera) | G     | Scooter McFadgon |  | 196  |  |  |
| 2  | Stati Uniti (bandiera) | G     | Dajuan Wagner    |  | 188  |  |  |
| 4  | Stati Uniti (bandiera) | C     | Chris Massie     |  | 203  |  |  |
| 11 | Stati Uniti (bandiera) | A     | Duane Erwin      |  | 206  |  |  |
| 20 | Stati Uniti (bandiera) | G     | John Grice       |  |      |  |  |
| 23 | Stati Uniti (bandiera) | G     | Anthony Rice     |  | 193  |  |  |
| 30 | Stati Uniti (bandiera) | C     | Earl Barron      |  | 213  |  |  |
| 32 | Stati Uniti (bandiera) | G     | Nathaniel Root   |  | 180  |  |  |
| 45 | Mali (bandiera)        | C     | Modibo Diarra    |  | 208  |  |  |
| 45 | Stati Uniti (bandiera) | A     | Kelly Wise       |  | 208  |  |  |
| 55 | Stati Uniti (bandiera) | A     | Arthur Barclay   |  | 203  |  |  |

- Allenatore: John Calipari